# Haderslev
Haderslev je město v Dánsku, v němž žije přibližně 22 000 obyvatel. Je centrem stejnojmenné komuny v regionu Syddanmark. Leží v jihovýchodní části Jutského poloostrova a Haderslevský fjord spojuje město s průlivem Malý Belt.
První písemná zmínka pochází z roku 1050. Město je pojmenováno podle krále Hadera. Nejdůležitější památkou je Haderslevská katedrála, která vznikla jako románská a v letech 1420 až 1440 byla přestavěna v gotickém slohu. Vznikl zde také královský hrad Haderslevhus, který byl zničen požárem v roce 1644. Roku 1597 se zde konala svatba krále Kristiána IV. s Annou Kateřinou Braniborskou.
Haderslev byl jedním z prvních ohnisek reformace v Dánsku.
V letech 1864 až 1920 patřil Haderslev Prusku a pak Německu. Město má také německý název Hadersleben.
Haderslevem prochází Evropská cesta cihlové gotiky. Každoročně se koná hudební Kløften Festival. Nachází se zde přehrada, na níž 8. července 1959 po výbuchu na výletní lodi zahynulo 57 osob. Tragédii připomíná pamětní kámen.
Na místním stadionu Sydbank Park hraje své zápasy prvoligový fotbalový klub SønderjyskE Fodbold.